# 한나 폴케손
한나 폴케손(스웨덴어: Hanna Folkesson, 1988년 6월 15일 ~ )은 스웨덴의 여자 축구 선수이다. 포지션은 미드필더이며, 현재 스웨덴 다말스벤스칸의 유르고르덴 IF에서 활약하고 있다.

## 클럽 경력
청소년 시절에는 우메달렌스 IF 산하 청소년 클럽 소속으로 활약했으며 2006년에 우메오 쇠드라 FF에 입단하면서 다말스벤스칸 무대에 데뷔했다. 우메오 쇠드라가 2008 다말스벤스칸 시즌에서 하위 리그로 강등되면서 2009년에 AIK 포트볼 다메르로 이적했고 2012년에는 우메오 IK로 이적했다.
2015년에는 KIF 외레브로로 이적했지만 출전 기회는 거의 없었고 2016년에 우메오 IK로 복귀하게 된다. 2017년부터 2018년까지 FC 로셍오르드 소속으로 활약했고 2018년 12월 1일에는 유르고르덴 IF로 이적했다.

## 국가대표 경력
2013년 3월 6일에 열린 중국과의 알가르브컵 경기에 출전하면서 스웨덴 여자 축구 국가대표팀 선수로 데뷔했으며 UEFA 여자 유로 2017에 참가했다.